# Ceraon contractus
Ceraon contractus är en insektsart som beskrevs av Walker 1851. Ceraon contractus ingår i släktet Ceraon och familjen hornstritar. Inga underarter finns listade i Catalogue of Life.